# Сантит
Сантит (KB5O8·4H2O) — гідратний мінерал, пентаборат калію, знайдений у Тоскані, Італія. Названий на честь Джорджі Санті (1746—1823), колишнього директора Музею природничої історії, Італія.